# ستانيسلاف دانكو
ستانيسلاف دانكو (بالسلوفاكية: Stanislav Danko)‏ هو لاعب كرة قدم سلوفاكي في مركز الوسط، ولد في 17 مارس 1994 في ميخالوفتسى في سلوفاكيا. شارك مع منتخب سلوفاكيا تحت 19 سنة لكرة القدم. أما مع النوادي، فقد لعب مع MFK Zemplín Michalovce ‏.

## وصلات خارجية
- ستانيسلاف دانكو على موقع قاعدة بيانات كرة القدم.إي يو (الإنجليزية)
- ستانيسلاف دانكو على موقع Soccerway.com (الإنجليزية)